# Liceo classico Diodato Borrelli
Il liceo classico Diodato Borrelli di Santa Severina, divenuto Istituto omnicomprensivo Diodato Borrelli, è un antico istituto scolastico di Santa Severina in provincia di Crotone.

## Storia

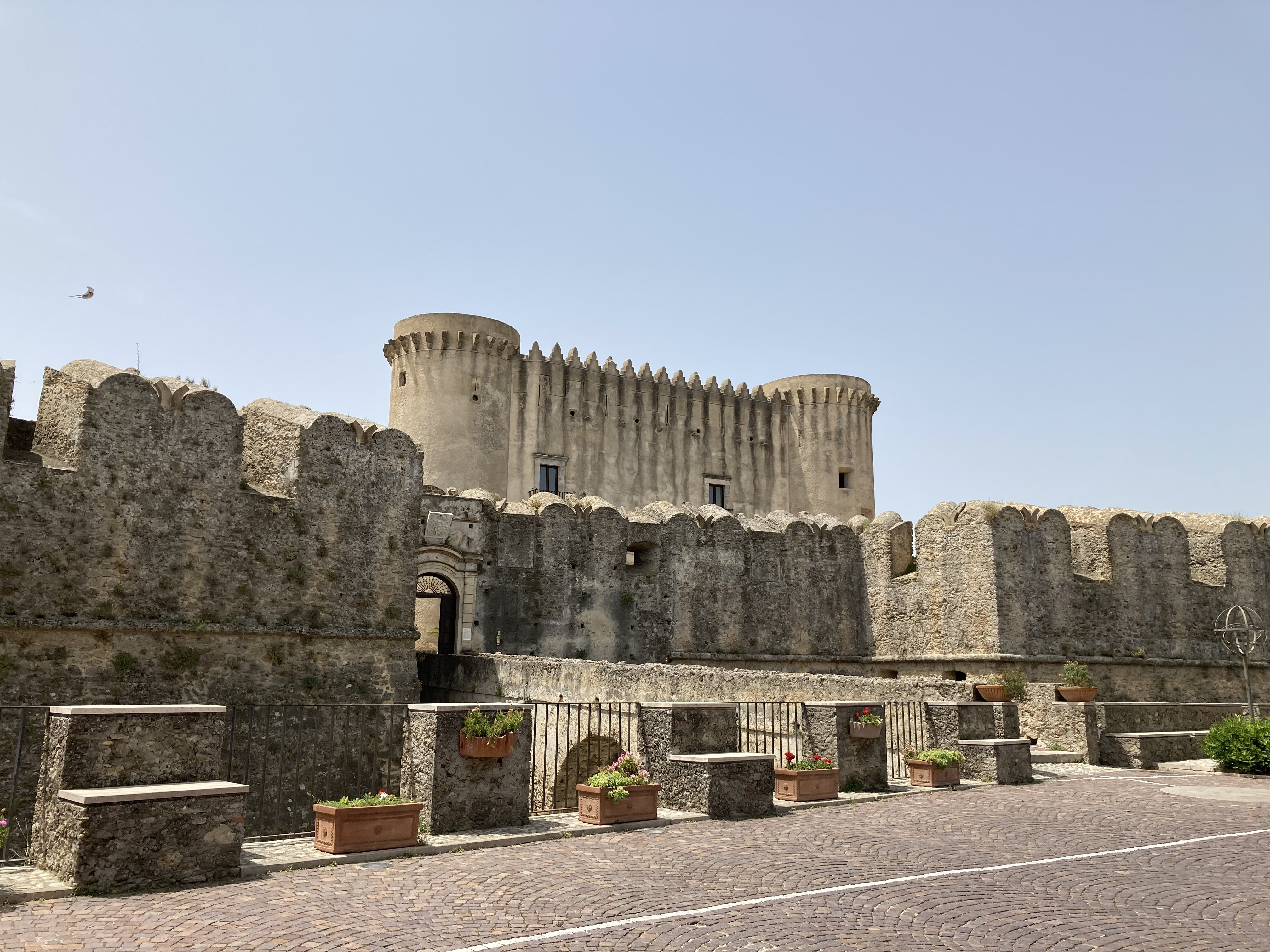
Il castello Carafa di Santa Severina, un tempo sede del liceo classico "Borrelli".

Attivo dal 1865 e inizialmente denominato Liceo Ginnasio Principe di Piemonte, a causa di problemi economici l'istituto venne chiuso per poi essere riattivato nel 1883. Nel 1912/13 fu intitolato a Diodato Borrelli, patriota nella seconda guerra di indipendenza e ordinario di Clinica e Patologia medica nelle Facoltà di medicina di Napoli e Torino, originario di Santa Severina. 
In quell'anno scolastico risultavano iscritti 19 santaseverinesi ed 80 convittori provenienti dalla Calabria e dalla Lucania meridionale. Lo frequentarono 834 studenti fino al 1962/63, quando al ginnasio si aggiunsero i tre anni di liceo e divenne un istituto statale.
La sede dell'istituto fu quindi trasferita dal seminario arcivescovile al castello di Santa Severina, alcuni ambienti del quale furono impiegati come refettorio e dormitorio per gli studenti.
Nel 1982 la sede della scuola venne spostata in un moderno edificio a tre piani di forma semicircolare sito in via Mattia Preti, all'ingresso del borgo, e munito di biblioteca, palestra, auditorium e sala per le proiezioni cinematografiche. L'offerta formativa prevede, oltre al liceo classico tradizionale, le sperimentazioni di lingua inglese e di matematica e fisica. Le attività formative includono:
- un gruppo teatrale, attivo dal 1974, che ha messo in scena tragedie greche, commedie in vernacolo e musical contemporanei, ottenendo importanti riconoscimenti;
- un giornale periodico di istituto (chiamato dapprima Ottusangolo, poi Il Caffè, "εὕρηκα" e ora è ritornato all'originario titolo);
- alcuni seminari di letteratura, linguistica, arte e cinematografia, affidati a docenti dell'Università della Calabria.

## Gemellaggi
Dal 2006 la scuola è gemellata con l'Istituto pedagogico statale di Arzamas, in Russia.